# Музей Повітряних сил Збройних сил України
Музей Повітряних Сил Збройних Сил України — музей авіаційної техніки і засобів ППО просто неба у Вінниці. Розташований на території штабу командування Повітряних Сил Збройних Сил України.

## Історія
Відкритий у 2001 році на території військової частини А-0215 (на 2020 рік — А0549).
5 травня того ж року встановлений пам'ятний знак «Не повернулися з польоту», що надалі став місцем започаткування «Алеї слави».
З 2005 року в музеї наявна експозиція протиповітряних засобів. У 2009 році встановлено перші погруддя поряд з пам'ятним знаком «Не повернулися з польоту»: командиру ескадрильї 271-го винищувального авіаполку капітана Віктору Хасіну та штурмана ескадрильї 35-го гвардійського бомбардувального авіаполку капітана Івану Жмурку.
У 2013 році Військово-історичний музей Повітряних Сил Збройних Сил України було реорганізовано у філію Національного військово-історичного музею України — музей Повітряних Сил.
8 травня 2014 року в музеї Повітряних Сил України відбулось відкриття «Алеї Слави».
З 24 травня 2016 року відповідно до наказу Міністра Оборони України № 274 отримав сучасну назву.

## Відвідування
Розташований на території штабу командування Повітряних Сил Збройних Сил України.
Зазвичай екскурсії є платними, за виключенням для окремих пільгових категорій відвідувачів, та проводяться виключно за попереднім письмовим сповіщенням з понеділка по п'ятницю з 10-ї до 17-ї години окрім днів державних свят, але у дні відкритих дверей, що приурочено до державних свят — вхід вільний для всіх охочих.
Дістатися до музею громадським транспортом можна від залізничної станції трамваями № 1, 4, 6 до зупинки «30-а школа» (2 зупинки).
На час пандемії музей дозволено відвідувати виключно в масках[джерело не вказане 1543 дні].
За 15 років існування музею його відвідали вже понад 150 тисяч екскурсантів, щороку музей відвідують близько 15 тис. осіб.

## Алея Слави

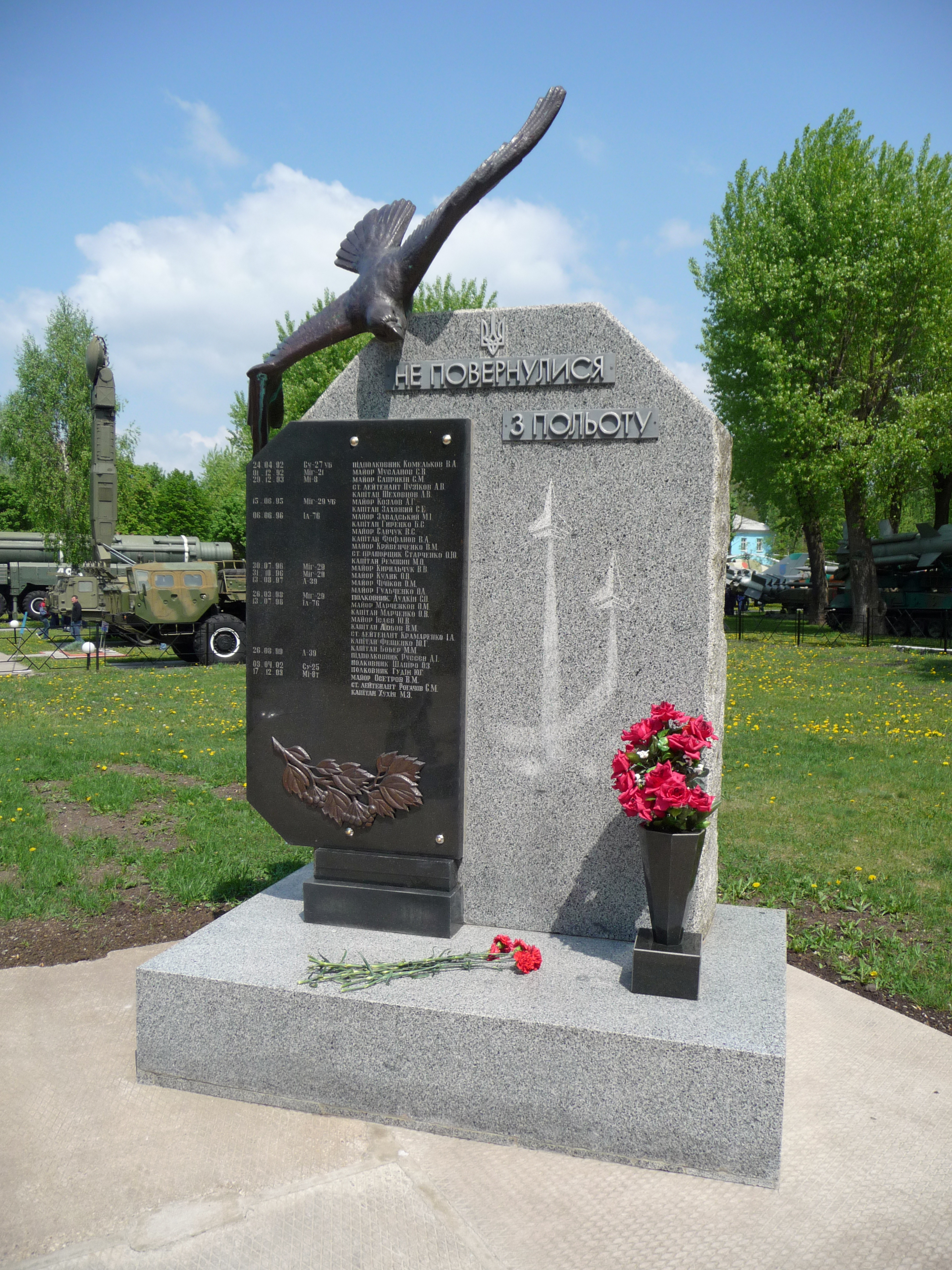
Пам'ятний знак «Не повернулися з польоту»

Встановлені погруддя Героїв Радянського Союзу і Героїв України:
- Жмурко Іван Матвійович (2009)
- Хасін Віктор Якович[ru] (2009)
- Дахновський Федір Тарасович (2014)
- Матієнко Петро Андрійович[ru] (2014)
- Топольський Віталій Тимофійович (2014)
- Шарапа Володимир Юхимович (2014)
- Майборода Дмитро Олександрович (2015)[13][14]
- Могилко Костянтин Вікторович (2015)[13][14]

## Експозиція
Наявні у експозиції експонати розташовані просто неба. Музей займає площу понад 17 тис. м².
Станом на  2020 рік експозиція Музею Повітряних Сил Збройних Сил України вже налічувала 41 експонат військової техніки, а у фонді налічується більше 2800 предметів. Авіаційна експозиція включає 18 літальних апаратів — 4 вертольоти: Мі-2, Мі-8Т, Мі-24, Ка-27ПЧ і 14 літаків тактичної авіації.
Експозиція засобів зенітних ракетних і радіотехнічних військ ППО, відкрита у 2005 році, яка нараховує 12 одиниць техніки, у тому числі 8 зенітно-ракетних комплексів і 2 РЛС.
Колективом музею створено декілька тематичних експозицій: «Вінничани — Герої Радянського Союзу», «43-я Ракетна армія та Ракетні війська стратегічного призначення», «Історія створення Військово-Повітряних Сил», «Історія військ протиповітряної оборони», «Авіаційна стрілецька зброя з початку реактивної ери». У тематичних залах представлено моделі авіаційної та радіотехнічної техніки, комплекси зенітних ракетних військ.

### Літаки
| Експонат  | Опис                                                                     | Фото |
| --------- | ------------------------------------------------------------------------ | ---- |
| МіГ-15    | реактивний винищувач 1-го покоління                                      |      |
| МіГ-17    | реактивний винищувач 1-го покоління                                      |      |
| МіГ-21ПФМ | надзвуковий винищувач 2-го покоління                                     |      |
| МіГ-23МЛД | надзвуковий винищувач зі змінною стріловидністю крила 3-го покоління     |      |
| МіГ-25РБС | бомбардувальник-розвідник 3-го покоління                                 |      |
| МіГ-27К   | винищувач-бомбардувальник зі змінною стріловидністю крила 3-го покоління |      |
| МіГ-29    | легкий багатоцільовий винищувач 4-го покоління                           |      |
| Су-15ТМ   | винищувач-перехоплювач 3-го покоління                                    |      |
| Су-17м3   | винищувач-бомбардувальник зі змінною стріловидністю крила 3-го покоління |      |
| Су-24м    | бомбардувальник зі змінною стріловидністю крила 3-го покоління           |      |
| Су-25     | штурмовик                                                                |      |
| Су-27     | важкий багатоцільовий винищувач 4-го покоління                           |      |
| Як-28ПП   | літак радіоелектронної боротьби                                          |      |
| Як-38М    | палубний штурмовик вертикального зльоту і посадки                        |      |
| Як-11     | навчально-бойовий літак                                                  |      |
| Л-39      | навчально-тренувальний літак                                             |      |

### Вертольоти
| Експонат | Опис                               | Фото |
| -------- | ---------------------------------- | ---- |
| Мі-2     | багатоцільовий вертоліт            |      |
| Мі-8Т    | транспортно-бойовий вертоліт       |      |
| Мі-24    | бойовий вертоліт                   |      |
| Ка-27ПЛ  | корабельний протичовновий вертоліт |      |

### Безпілотні літальні апарати
| Експонат       | Опис                          | Фото |
| -------------- | ----------------------------- | ---- |
| Ту-141 «Стриж» | тактичний розвідувальний БПЛА |      |
| Ту-143 «Рейс»  | тактичний розвідувальний БПЛА |      |

### Авіаційні ракети
| Експонат    | Опис                                                                     | Фото |
| ----------- | ------------------------------------------------------------------------ | ---- |
| Х-55        | оперативно-тактична крилата ракета класу «повітря-земля»                 |      |
| Х-58У       | протирадіолокаційна авіаційна ракета «повітря-земля» середньої дальності |      |
| Х-15        | гіперзвукова аеробалістична ракета класу «повітря-земля»                 |      |
| P-23Р       | ракета класу «повітря-повітря» середньої дальності                       |      |
| Р-23Т       | ракета класу «повітря-повітря» середньої дальності                       |      |
| Р-27Р       | ракета класу «повітря-повітря» середньої дальності                       |      |
| С-24 і С-21 | некеровані авіаційні ракети                                              |      |
| С-25Ф       | некерована авіаційна ракета                                              |      |

### Авіаційні бомби
| Експонат       | Опис                                      | Фото |
| -------------- | ----------------------------------------- | ---- |
| ФАБ-500 М54    | фугасна авіабомба                         |      |
| ФАБ-500 М62    | фугасна авіабомба                         |      |
| ОФАБ-250-270   | осколково-фугасна авіабомба               |      |
| РБК-250        | разова бомбова касета                     |      |
| АгітАБ-500-300 | агітаційна авіабомба                      |      |
| САБ 250—200    | освітлювальна авіабомба                   |      |
| ФАБ-9000М-54І  | найпотужніша радянська неядерна авіабомба |      |

### Зенітно-ракетні комплекси
| Експонат  | Опис                                            | Фото |
| --------- | ----------------------------------------------- | ---- |
| С-300ПС   | зенітно-ракетний комплекс середньої дії         |      |
| С-300В1   | зенітно-ракетний комплекс середньої дії         |      |
| С-200     | зенітно-ракетний комплекс дальнього радіусу дії |      |
| С-125     | зенітно-ракетний комплекс малої дальності       |      |
| С-75      | зенітно-ракетний комплекс середньої дальності   |      |
| «Бук-М1»  | самохідний ЗРК малої дальності                  |      |
| «Куб»     | самохідний ЗРК малої дальності                  |      |
| «Круг»    | самохідний ЗРК середньої дальності              |      |
| «Оса-АКМ» | самохідний ЗРК близької дії                     |      |
| С-60      | 57-мм зенітна гармата комплекса С-60            |      |

### Радіолокаційні станції
| Експонат | Опис                                 | Фото |
| -------- | ------------------------------------ | ---- |
| 19Ж6     | 3-х координатна РЛС кругового огляду |      |
| ПРВ-17   | рухомий радіовисотомір               |      |

### Ударний РК з балістичною ракетою
| Експонат        | Опис                                        | Фото |
| --------------- | ------------------------------------------- | ---- |
| РСД-10 «Піонер» | Рухомий ґрунтовий ракетний комплекс (SS-20) |      |